# Возсіятська волость
Возсіятська волость — історична адміністративно-територіальна одиниця Єлизаветградського повіту Херсонської губернії.
Станом на 1886 рік складалася з єдиного поселення, єдиної сільської громади. Населення — 2102 особи (1013 чоловічої статі та 1089 — жіночої), 565 дворових господарств.
|                     | Площа, десятин | У тому числі орної, дес. |
| ------------------- | -------------- | ------------------------ |
| Сільських громад    | 7034           | 4689                     |
| Приватної власності | —              | —                        |
| Казенної власності  | 4074           | 1120                     |
| Іншої власності     | 120            | 50                       |
| Загалом             | 11228          | 5859                     |

Єдине поселення волості:
- Возсіятське — село при річці Громоклія за 95 верст від повітового міста, 2102 осіб, 565 дворів, православна церква, 4 лавки, базари через 2 тижні по неділях.